# Cabrito western
El cabrito western es un género cinematográfico del cine mexicano que surgió durante la década de 1980 en Monterrey. Sus argumentos estaban basados en los migrantes mexicanos a Estados Unidos, el narcotráfico y el crimen de México. Algunos de sus filme hicieron uso de elementos del western estadounidense adaptado a la realidad contemporánea.   

## Origen
Como resultado de una nueva ola de migración hacia Estados Unidos, consecuencia de la devaluación del peso mexicano y de la crisis económica en México de 1982, algunos productores de cine, como Roberto González Benavides y Mario Almada, notaron una nueva audiencia dispuesta a ver historias que reflejaran sus devenires. La conjugación de altos costos de producción, el descubrimiento de este "nuevo mercado", la situación geográfica y la preparación técnica de sus realizadores propició el surgimiento del cabrito western. La creación de este subgénero entronizó un cine sin ambición en términos de calidad que cumplía con los requisitos formales del western; pese a su baja calidad y precarias condiciones de producción, distribución y exhibición, lograba llenar las salas de cine donde se exhibían.

## Influencia
Películas como Pistoleros famosos (1980), Lola la trailera (1983), y El traficante (1983), se enfocaron en las historias de las poblaciones que habitan el norte de México y el sur de Estados Unidos. Su éxito demostró que había una audiencia deseosa por ver historias ambientadas en la frontera norte mexicana, que influyó en películas sobre la frontera décadas después, como Cachitos Picantes (2000), Crash (2004), o Babel (2006).